# 21289 Giacomel
21289 Giacomel è un asteroide della fascia principale. Scoperto nel 1996, presenta un'orbita caratterizzata da un semiasse maggiore pari a 2,3061945 au e da un'eccentricità di 0,0721960, inclinata di 5,85748° rispetto all'eclittica.
L'asteroide è dedicato al progettista italiano di telescopi Luigino Giacomel.